# Phaeosphaeriaceae
Phaeosphaeriaceae is een familie van de Ascomyceten. Het typegeslacht is Phaeosphaeria. De soorten uit deze familie hebben een wereldwijd verspreidingsgebied.

## Geslachten
Volgens Index Fungorum telt de familie de volgende geslachten (peildatum februari 2022):
- Acericola – Amarenographium – Amarenomyces – Ampelomyces – Aphanostigme – Banksiophoma – Barria – Bhagirathimyces – Bricookea – Brunneomurispora – Carinispora – Chaetoplea – Dematiopleospora – Didymocyrtis – Dothideopsella – Edenia – Elongaticollum – Entodesmium – Equiseticola – Eudarluca – Galiicola – Hadrospora – Hydeomyces – Isthmosporella – Jeremyomyces – Juncaceicola – Kwanghwana – Lautitia – Longispora – Melnikia – Metameris – Mixtura – Monascostroma - Murichromolaenicola – Muriphaeosphaeria – Neophaeosphaeria – Neoophiobolus – Neosetophoma – Neosphaerellopsis – Neoophiobolus – Neostagonosporella – Neosulcatispora – Nodulosphaeria – Ocala – Ophiosimulans – Ophiobolus – Ophiosphaerella – Paraleptospora – Paraloratospora – Paraphoma – Parastagonospora – Phaeoseptoria – Phaeoseptoriella – Phaeosphaeria – Phaeosphaeriopsis – Piniphoma – Populocrescentia – Pseudophaeosphaeria – Pseudostaurosphaeria – Sclerostagonospora – Scolecosporiella – Setomelanomma – Setophoma – Sphaerellopsis – Stagonospora – Sulcispora – Tiarospora – Vittaliana – Vrystaatia – Wilmia – Wojnowicia – Wojnowiciella – Xenophaeosphaeria – Xenophoma – Xenoseptoria

## Soorten
De volgende soorten uit deze familie hebben een Nederlandstalige naam:
- Nodulosphaeria
  - Nodulosphaeria dolioloides - Composieteninktpuntje
  - Nodulosphaeria pontica - Knoopkruidinktpuntje
- Phaeosphaeria
  - Phaeosphaeria culmorum - Stengelvulkaantje
  - Phaeosphaeria epicalamia - Veldbiesvulkaantje
  - Phaeosphaeria eustoma - Vierdelig grasvulkaantje
  - Phaeosphaeria fuckelii - Kortcelvulkaantje
  - Phaeosphaeria graminis - Meercellig grasvulkaantje
  - Phaeosphaeria herpotrichoides - Braillevulkaantje
  - Phaeosphaeria juncina - Kleinsporig vulkaantje
  - Phaeosphaeria licatensis - Smalsporig lisdoddevulkaantje
  - Phaeosphaeria luctuosa - Rijvormig vulkaantje
  - Phaeosphaeria nigrans - Gewoon grasvulkaantje
  - Phaeosphaeria nodorum - Halmvulkaantje
  - Phaeosphaeria norfolcia - Ruwsporig vulkaantje
  - Phaeosphaeria parvula - Kleinst vulkaantje
  - Phaeosphaeria pontiformis - Knopsporig vulkaantje
  - Phaeosphaeria typharum - Breedsporig lisdoddevulkaantje
  - Phaeosphaeria vagans - Grasmuurspoorbolletje